# カリヌス

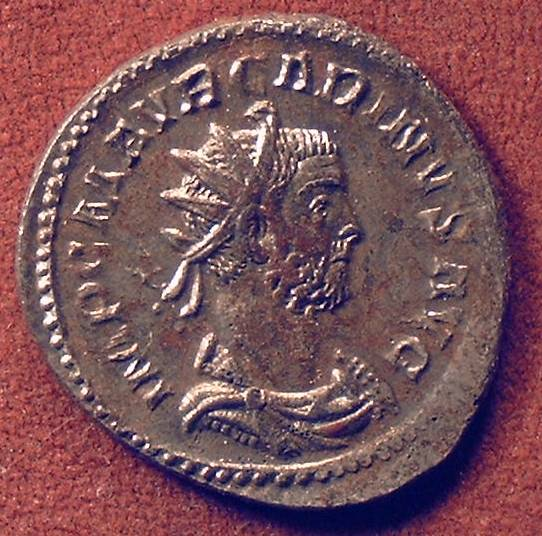
カリヌスが印された硬貨

マルクス・アウレリウス・カリヌス（ラテン語: Marcus Aurelius Carinus,  250年? - 285年7月）は、ローマ帝国の皇帝（在位：283年 - 285年）。父カルスの死後、弟ヌメリアヌスと共に帝位に就く。
カルスとヌメリアヌスがサーサーン朝（ペルシア）に出征している間はローマ帝国西方を守る。2人の死後は単独皇帝となるが、ペルシア戦役から引き上げる最中に皇帝を名乗ったディオクレティアヌスと争う。しかし、人望のなかったカリヌスは内戦になる前にクーデターにより暗殺された。
| スタブアイコン | サブスタブ | この項目は、まだ閲覧者の調べものの参照としては役立たない、人物に関連した書きかけの項目です。この項目を加筆・訂正などしてくださる協力者を求めています（P:人物伝/PJ:人物伝）。 |